# Vágás (filmkészítés)

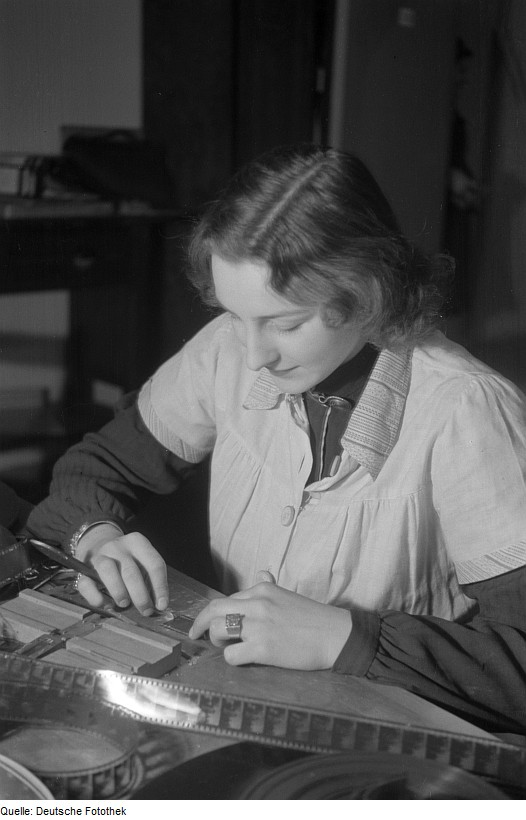
A filmvágás folyamata 1946-ban

A vágás (vagy filmvágás, montírozás, editálás, esetleg montázs) a filmfelvételek (snittek) összeállítása a filmszakmában.
A vágás a filmkészítés azon folyamata, ami – a rendezéssel szoros összefüggésben – meghatározza egy film szerkezetét, felépítését, ritmusát az utómunka során a kép és a hang összeillesztésével vagy széttördelésével. Két alapvető iránya, hogy a „folytonossági hiányt” leplezni (vágás-szerkesztés) vagy hangsúlyozni (montázs-vágás) akarjuk-e? Ezek alkalmazhatóak teljesen elkülönülve, vagy egy filmen belül együtt is. Három fázisa különíthető el: elő-, nyers és finomvágás. Továbbá megkülönböztetünk: film-, videó és hangvágót.

## Történeti áttekintés

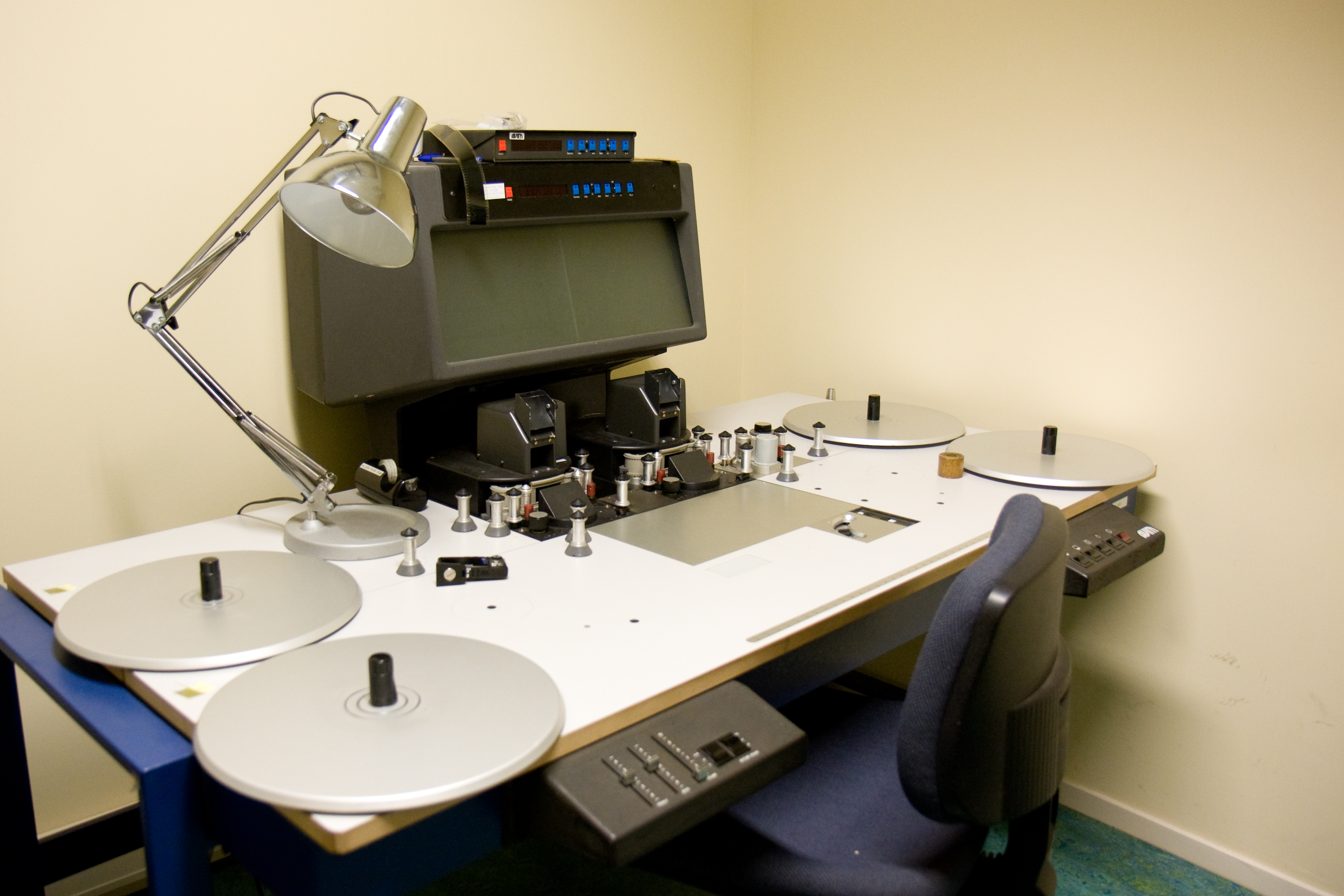
Mintírozó – Amszterdam, 2010.

Georges Méliès 1896 és 1912 között közel 500 filmet készített. Mivel kísérletező volt, több mindenhez értett (bűvész, színész, festő is volt egyszemélyben), hamar kinőtte az akkori technika (kamerák) által biztosított időkeretet, ezért az elkészült filmeket összeragasztotta, így mondhatni elsőként alkalmazta a vágást. De jelenetei nem kapcsolódtak egymáshoz térben és időben, egymástól – többé-kevésbé – független epizódok sorozataként hatnak. A vágást megsokszorozására is felhasználta. Meliés a fantasztikum első mesterévé vált, amikor egy véletlennek köszönhetően felfedezte a „stoptrükköt”, amikor „bűvésztrükkökként” alakokat tüntetett el, s azok lehetetlen helyeken újra felbukkantak. Ezt ugró vágásnak nevezik. Elérhető egy folyamatos mozgás megszakításából, vagy a kamera pozíciójának megváltozásából, plánváltásból.
A több snittből összerakott vágást valószínűleg Edwin S. Porter alkalmazta először. Történetében az egyes események már nem csak időbeli sorrendben szerepelnek, hanem a jelenetek egymásból következnek.
A következő nagy korszaka a húszas évek szovjet montázsiskolájával érkezett el. Eisenstein és Kulesov dolgozták ki az „egy meg egy az három” alapelvet. Ez az jelenti, hogy két különböző (érzelmi töltettel rendelkező) és jól megválasztott képet egymás mellé rakva egy harmadik születik belőle. Az átlagos snitthossz rövidüléséből fakadó gyors tempó és a változatos diszkontinuus (széttagolt) vágási megoldások miatt a szovjet montázsfilmek ugró vágásai nem voltak olyan szembeötlőek.

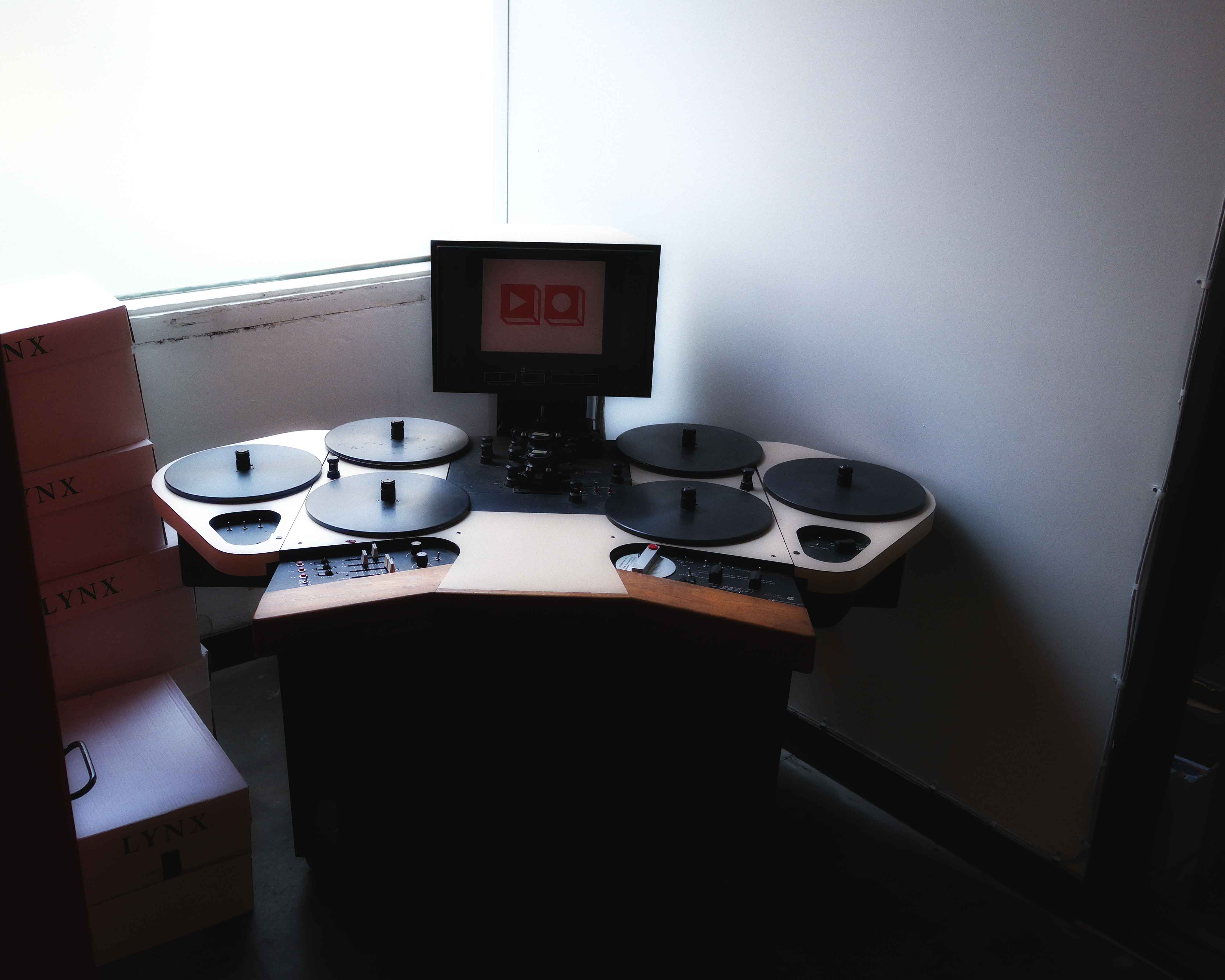
Showchron vágóasztalPortland, Oregon 2015

A montázs használata az 1900-as évek elején a némafilmes művészi eszköztár talán legfontosabb kellékévé vált. A húszas évek végén egy snitt átlagosan 5 mp hosszúságú volt. Amikor viszont megjelent a hangosfilm, a dialógusok miatt ez megnyúlt, mely által a látványvilág vontatottabbá, kevésbe dinamikussá vált, majd az 1960-as évektől újra meggyorsultak a snittek, olyannyira, hogy az 1980-as évek közepétől új határokig tolódott ki.
A kortárs (21. századi) montázsban megjelent a speciális effektusok láthatatlan montázsa, a számítógéppel animált világok felépítése és összeillesztése a lefényképezett valósággal, például színészek virtuális közegének megteremtése, de hasonló eljárásnak tekinthető a 3D térbeli rétegeinek együttes érzékelését lehetővé tevő technológia is.

## Kapcsolódó szócikk
- Vágó (foglalkozás)